# Roses Are Red (My Love)
Roses Are Red (My Love) è un brano popolare originariamente scritto da Al Byron e Paul Evans. Della traccia sono state realizzate molte versioni.

## Cover

### Versione di Bobby Vinton
Dopo aver scoperto gli spartiti di Roses Are Red (My Love) in una pila di scarti della Epic Records, il cantante Bobby Vinton decise di registrare una prima versione in chiave R&B del brano. Successivamente, ripropose la traccia rallentandola, rendendone più drammatiche le sonorità, e aggiungendovi strumenti ad arco, e il coro dell'orchestra di Robert Mersey. Dopo essere stata registrata a New York e pubblicata nel mese di aprile del 1962, Roses Are Red (My Love) divenne la prima hit di Vinton. Il brano raggiunse la primissima posizione delle classifiche americane, neozelandesi, australiane, canadesi, norvegesi e sudafricane.

## Tracce
1. Roses Are Red (My Love) – 2:38
2. You And I – 2:35

### Versione di Ronnie Carroll
Degna di nota è la cover di Roses Are Red (My Love) del nordirlandese Ronnie Carroll, che raggiunse la posizione numero 3 delle classifiche di Record Retailer l'8 agosto del 1962 (ciò avvenne durante la stessa settimana in cui la versione di Roses Are Red (My Love) di Vinton aveva raggiunto la posizione numero 15 della medesima casistica). Il brano di Carroll raggiunse anche la settima posizione nella primissima classifica stilata dalla Irish Singles Chart nel mese di settembre del 1962.

## Tracce
1. Roses Are Red (My Love) – 2:44
2. Wishing Star – 2:57

### Versione di Florrain Darlin
Nel 1962 Florrain Darlin pubblicò una traccia intitolata Long as the Rose Is Red, una canzone identica ma con un testo diverso che allude a quello dell'originale Roses Are Red (My Love). La canzone rimase sette settimane nella Billboard Hot 100, ove raggiunse la posizione numero 62. Si piazzò anche in quindicesima posizione nella Easy Listening Chart.

## Tracce
1. Long as the Rose Is Red – 2:39
2. I Don't Know – 2:21

### Altre versioni
- Roses Are Red (My Love) fu registrata da Jim Reeves e pubblicata nell'album Gentleman Jim (1963).[17]

- Nel 1967 il singaporiano Zhuang Xue Fang realizzò una cover del brano in lingua cinese.